# Carex yasuii
Carex yasuii är en halvgräsart som beskrevs av Katsuy. Carex yasuii ingår i släktet starrar, och familjen halvgräs. Inga underarter finns listade i Catalogue of Life.